# Dow Chemical Company

Logo de Dow Chemical

The Dow Chemical Company (NYSE: DOW;TYO: 4850) es una corporación multinacional, con sede central ubicada en Midland, en el estado de Míchigan. Es una de las empresas químicas más grandes del mundo, junto con DuPont o BASF.

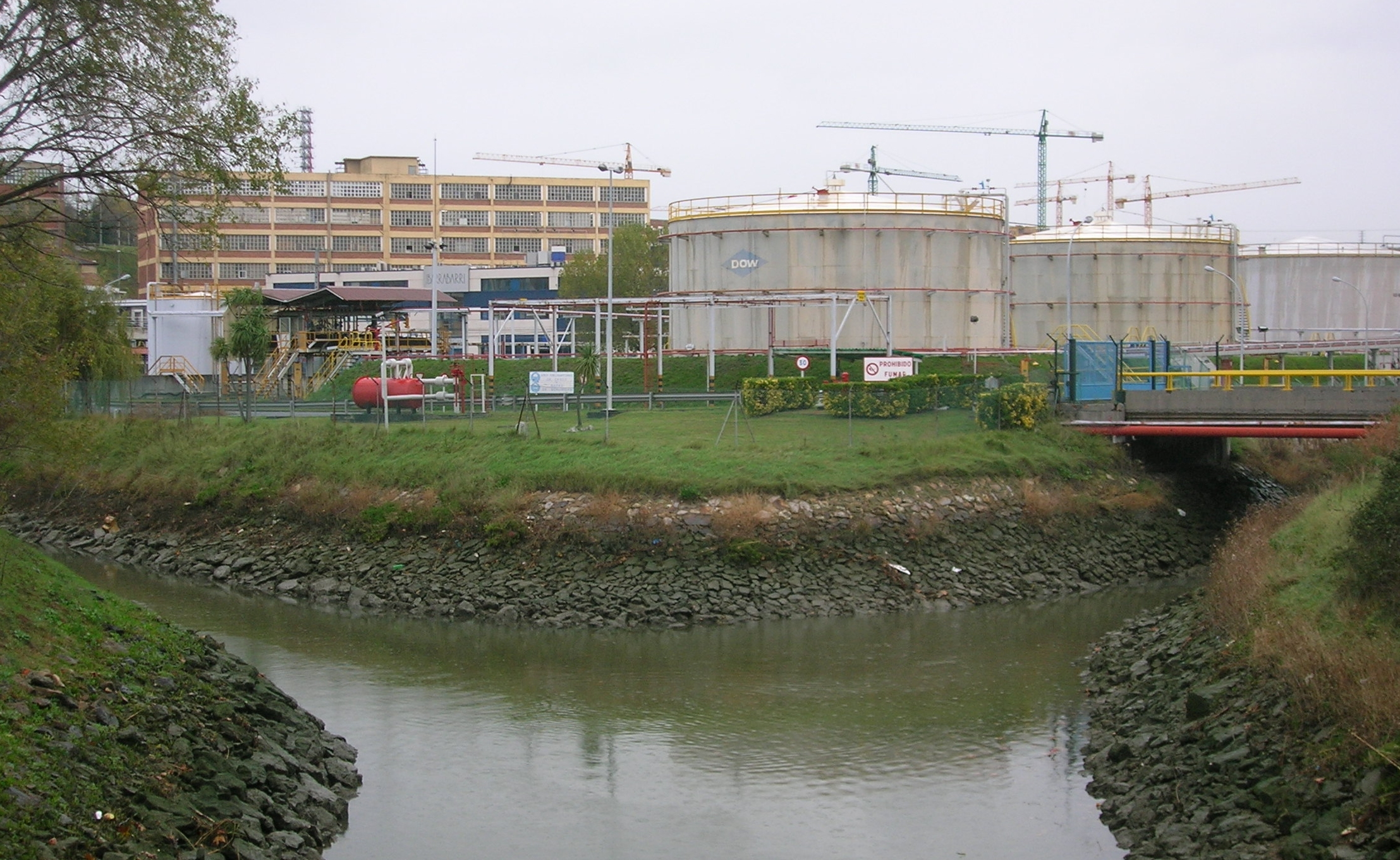
Planta en Leioa, España.

Se caracteriza por la innumerable producción de reactivos químicos, fabricando por ejemplo hasta 1969 napalm (gasolina gelatinosa)  y de placas fotovoltaicas de película fina.
The Dow Chemical Company, tiene presencia en 175 países, 43.000 empleados y ventas anuales por 49.000 millones de dólares. 

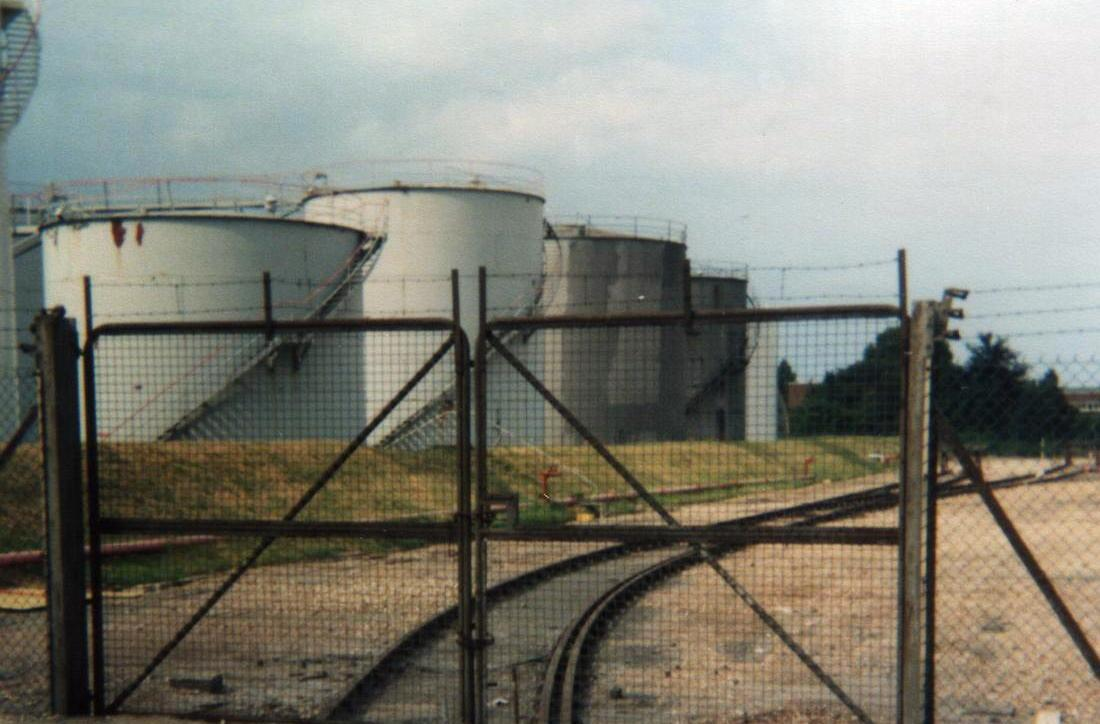
Planta en King's Lynn, Inglaterra.

El 11 de diciembre de 2015 anunció su fusión con uno de sus principales competidores, DuPont, formando DowDuPont, dando lugar a la mayor empresa química del mundo valorada en 130.000 millones de dólares de los cuales Dow Chemical tiene una capitalización de 66.000 millones de dólares y el valor en bolsa de DuPont supera los 65.300 millones.

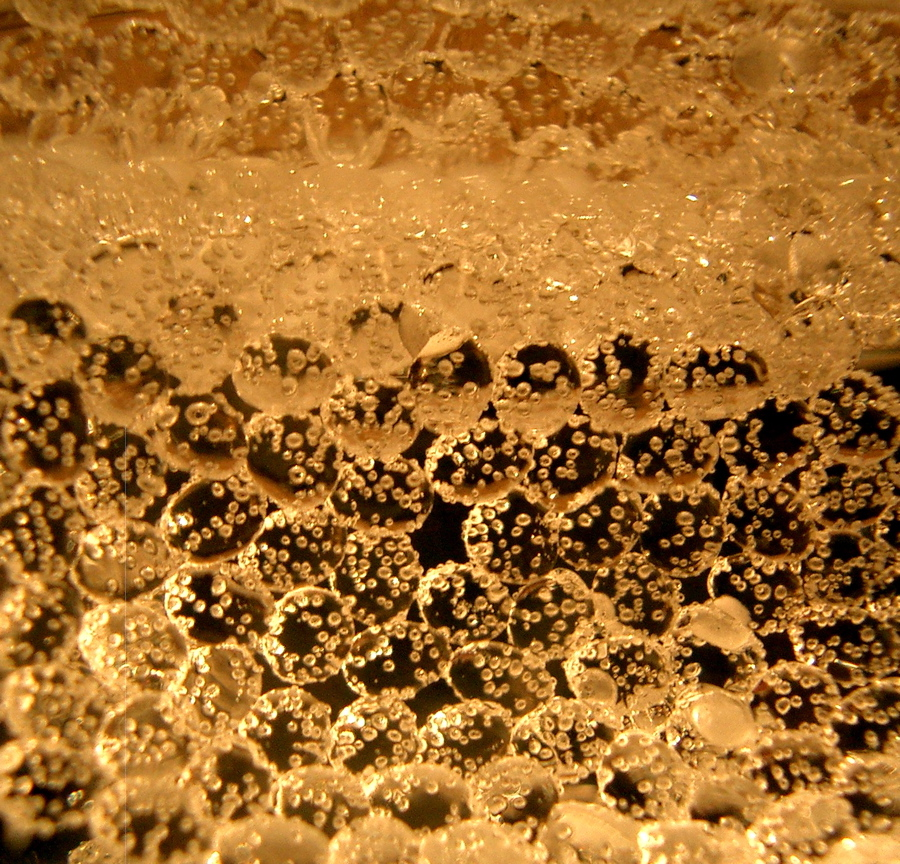
Plástico producido por Dow.

El desastre de Bhopal, ocurrido el 3 de diciembre de 1984 en la región de Bhopal (India), se originó al producirse una fuga de 42 toneladas de isocianato de metilo en una fábrica de pesticidas propiedad de la compañía estadounidense Union Carbide (parte de cuyos activos fueron posteriormente adquiridos por Dow Chemical).